# Ганкевич Климентій Миколайович
Климентій Миколайович Ганке́вич (2 вересня 1842, с. Настасів, нині Тернопільського району Тернопільської області — 14 листопада 1924, Чернівці) — український мовознавець, філософ, педагог, психолог. Доктор філософії і вільних наук (1868).

## Біографія
Народився 2 вересня 1842 року в с. Настасів, нині Тернопільського району Тернопільської області, Україна.
Навчався в Тернопільській ц.-к. гімназії, яку закінчив у 1861 році. За іншими даними, навчався в Бережанській гімназії. У 1861 році вступив, а в 1866 році закінчив семінарію УГКЦ у Львові (1866), навчався у Львівському університеті.
Від 1868 року учителював у гімназіях Перемишля, Бережан, Станиславова (нині Івано-Франківськ), Чернівців.
Був в опозиції до польських партій, його обирався членом повітової ради у Станиславові (1872).
У Чернівцях розгорнув активну громадсько-культурну діяльність, зокрема в товариствах «Руська бесіда» та «Руська Рада», останню з часом очолив. 1875–1890 — у Чернівецькому університеті: секретар, викладач з української літератури, філософії, та психології засновник і керівник академічного товариства «Союз» при Університеті.
1887 очолив редакцію релігійної газети «Мир».

## Наукова діяльність
Наукові праці К. Ганкевича з філології, філософії та психології друкували в українській, німецькій і польській періодиці. Окремими виданнями вийшли:
- «Психологія» (1868),
- «Grundzüge der slavischen Philosophie» («Нариси слов'янської філософії», 1869; 1873; розділ із неї «Філософія в українців» перекладено українською мовою й оприлюднено у вид. Збірник Харківського історико-філологічного товариства. Нова серія. — Харків, 1998. — Т. 6. — С. 153—166),
- «Короткий нарис психології для ужитку в школах середніх» (1874),
- «Życie, pisma, system filozoficzny Bronisława Trentowskiego» (1871),
- «Система наголосів у мовах: санскритській, грецькій і українській» (1875),
- «Археологічно-бібліографічна виставка Ставропігійського Інституту» (1888),
- «Katalog dokumentów odnoszących się do Fedorowiczów w archiwum okcńskiem» (1890).

Дослідження К. Ганкевича про наголос в українській мові продовжили мовознавці Іван Верхратський, Ян Гануш.
У наукових працях з філософії виступав проти матеріалізму і дотримувався так званого реального ідеалізму. У релігійно-філософських питаннях стояв на суто християнських позиціях. Учасник світового конгресу психологів (Мюнхен, 1896). Підтримував наукові зв'язки з багатьма європейськими вченими.
Не раз бував у селі Вікно (нині Гримайлівської селищної громади Тернопільської області), де опрацьовував архів і мистецький збірник Володислава Федоровича.
Написав книги німецькою мовою «Килимова ткацька фабрика і килимова школа Володислава Федоровича у Вікні» (1894) і «Володислав Федорович: Факти та замітки до його становища і діяльності» (1909).

### Праці
- Психологія. 1868;
- Про народну філософію малорусинів, 1875;
- Історія і критика матеріалізму і дарвінізму. 1877;
- До питання вивчення українського наголосу. 1877;
- Найновіший філософський рух у слов'ян. 1880;
- Реалізм у літературі і науці. 1882;
- До питання народної етимології в українській мові. 1888.